# Nak phaen din
„Nak phaen din“, v thajštině หนักแผ่นดิน (česky Zrádce), je thajská vojenská pochodová skladba, kterou složil vojenský hudební skladatel Boonsong Hakritsuek v roce 1975.

## Vznik skladby
Skladbu v roce 1975 složil pro thajské ozbrojené síly vojenský hudební skladatel Boonsong Hakritsuek v rámci antikomunistické kampaně v Indočíně. Instrumentální verze skladby slouží jako jeden z oficiálních pochodů Královské thajské armády. 

## Užívání
Skladba patří mezi nejznámější thajské vojenské pochody a je vznímána značně kontroverzně z důvodu podpory militaristického režimu v Thajsku. V obecnou známost vešla v období let 1975–1980, kdy v Thajsku probíhalo komunistické povstání a Thajsko taktéž působilo v boji proti komunistickému povstání v Malajsii. Skladba je znělkou státní rozhlasové stanice Královské thajské armády. Skladbu proslavil především thajský válečný film Pan din (anglicky Ungrateful) režiséra Sombata Metaneeho z roku 1977.
V únoru 2019 náčelník generálního štábu Královské thajské armády Apirat Kongsompong označil vedení opoziční Strany pro Thajce citátem z písně jako zrádce, protože prosazovalo snížení armádního rozpočtu, zrušení základní vojenské služby a zavedení profesionální armády. Poté nařídil ve státní rozhlasové stanici Královské thajské armády hraní skladby „Nak phaen din“ každý den v 7 a 12 hodin. Následující měsíc se stal citát #Nak phaen din nejpoužívanějším hashtagem na thajském Twitteru.

## Text
| Slova v thajštině คนใดใช้ชื่อไทยอยู่ กายก็ดูเหมือนไทยด้วยกัน ได้อาศัยโพธิ์ทองแผ่นดินของราชันย์ แต่ใจมันยังเฝ้าคิดทำลาย คนใดเห็นไทยเป็นทาส ดูถูกชาติเชื้อชนถิ่นไทย แต่ยังฝังทำกิน กอบโกยสินไทยไป เหยียดคนไทยเป็นทาสของมัน หนักแผ่นดิน หนักแผ่นดิน คนเช่นนี้เป็นคนหนักแผ่นดิน· หนักแผ่นดิน! คนใดยุยงปลุกปั่น ไทยด้วยกันหวังให้แตกกระจาย ปลุกระดมมวลชนให้สับสนวุ่นวาย เพื่อคนไทยแบ่งฝ่ายรบกันเอง คนใดหลงชมชาติอื่น ชาติเดียวกันเขายืนข่มเหง ได้สินทรัพย์เจือจานก็ประหารไทยกันเอง ทีชาติอื่นเกรงดังญาติของมัน หนักแผ่นดิน หนักแผ่นดิน คนเช่นนี้เป็นคนหนักแผ่นดิน· หนักแผ่นดิน! คนใดขายตนขายชาติ ได้โอกาสชี้ทางให้ศัตรู เข้าทลายพลังไทยให้สลายทางสู้ เมื่อศัตรูโจมจู่เสียทีมัน คนใดคิดร้ายราวี ประเพณีของไทยไม่ต้องการ เกื้อหนุนอคติ เชื่อลัทธิอันธพาล แพร่นำมันมาบ้านเมืองเรา | Transkripce kon dai chái chêu tai yòo gaai gôr doo mĕuuan tai dûuay gan dâai aa-săi poh tong pàen din kŏng raa-chan dtàe jai man yang fâo kít tam laai kon dai hĕn tai bpen tâat doo tòok châat chéuua chon tìn tai dtàe yang făng tam gin gòp goi sĭn tai bpai yìiat kon tai bpen tâat kŏng man Nàk pàen din, nàk pàen din, kon chên née bpen kon nàk pàen din. Nàk pàen din! kon dai yú-yong bplùk bpàn tai dûuay gan wăng hâi dtàek grà-jaai bplùk rá-dom muuan chon hâi sàp-sŏn wûn waai pêuua kon tai bàeng fàai róp gan eng kon dai lŏng chom châat èun châat diieow gan kăo yeun kòm-ngăy dâai sĭn sáp jeuua jaan gôr bprà-hăan tai gan eng tee châat èun greng dang yâat kŏng man Nàk pàen din, nàk pàen din, kon chên née bpen kon nàk pàen din. Nàk pàen din! kon dai kăai dton kăai châat dâai oh-gàat chée taang hâi sàt-dtroo kâo tá-laai pá-lang tai hâi sà-lăai taang sôo mêuua sàt-dtroo johm jòo sĭia tee man kon dai kít ráai raa-wee bprà-pay-nee kŏng tai mâi dtông gaan gêuua nŭn à-ká-dtì chêuua lát-tí an-tá-paan prâe nam man maa bâan meuuang rao | Překlad Když někteří užívají thajské jméno, mohou vypadat také jako Thajci. Spoléhají sice na to, že žijí v zemi krále, ale ve skutečnosti chtějí Thajsko zničit. Kdo uráží thajský národ tím, že ho vidí jako otroky, ve skutečnosti chce pošlapat a oloupit národ a podrobit si thajský lid jako jeho otrokář. Zrádce, zrádce, takový člověk je zrádce. Zrádce! Kdo se snaží rozdělit thajský lid a podnítit ho k nejednotě mezi sebou, podnítit masy do chaosu, aby rozdělil jednotu thajského lidu, ten se stane jen loutkou cizinců, kteří chtějí zničit naší vlast. Takový, který se zamiluje do moci majetku, začne zabíjet své bratry Thajce a sloužit nepříteli jako poddaný. Zrádce, zrádce, takový člověk je zrádce. Zrádce! Ten kdo se prodá a zradí svou vlast pro nepřátele, zníčí thajskou sílu a přeruší jednotný šik v bitvě, když na něj zaútočí nepřítel, kterému se líbí vražedné pohnutí proti srdečným thajským tradicím, podporuje zaujaté gangstery kultu lupičů, kteří zanesli rozkol do našich domovů. |